# Vlag van Bolívar (Ecuador)

Vlag van Bolívar

De vlag van Bolívar bestaat uit twee horizontale banden in de kleurencombinatie rood-groen. De rode baan vertegenwoordigt het bloed van de inwoners van de provincie dat is vergoten in de strijd van de Camino Real, en de groene baan heeft de betekenis van de kleur van de levendige en productieve velden.